# Anni 470
Gli anni 470 sono il decennio che comprende gli anni dal 470 al 479 inclusi.

## Eventi, invenzioni e scoperte

### Europa
- Gli anni 470 furono fondamentali per la storia dell'Europa e del mondo, poiché videro, nel 476, la caduta dell'Impero romano d'Occidente, con la deposizione di Romolo Augusto, e l'inizio del Medioevo.

#### Impero romano d'Occidente

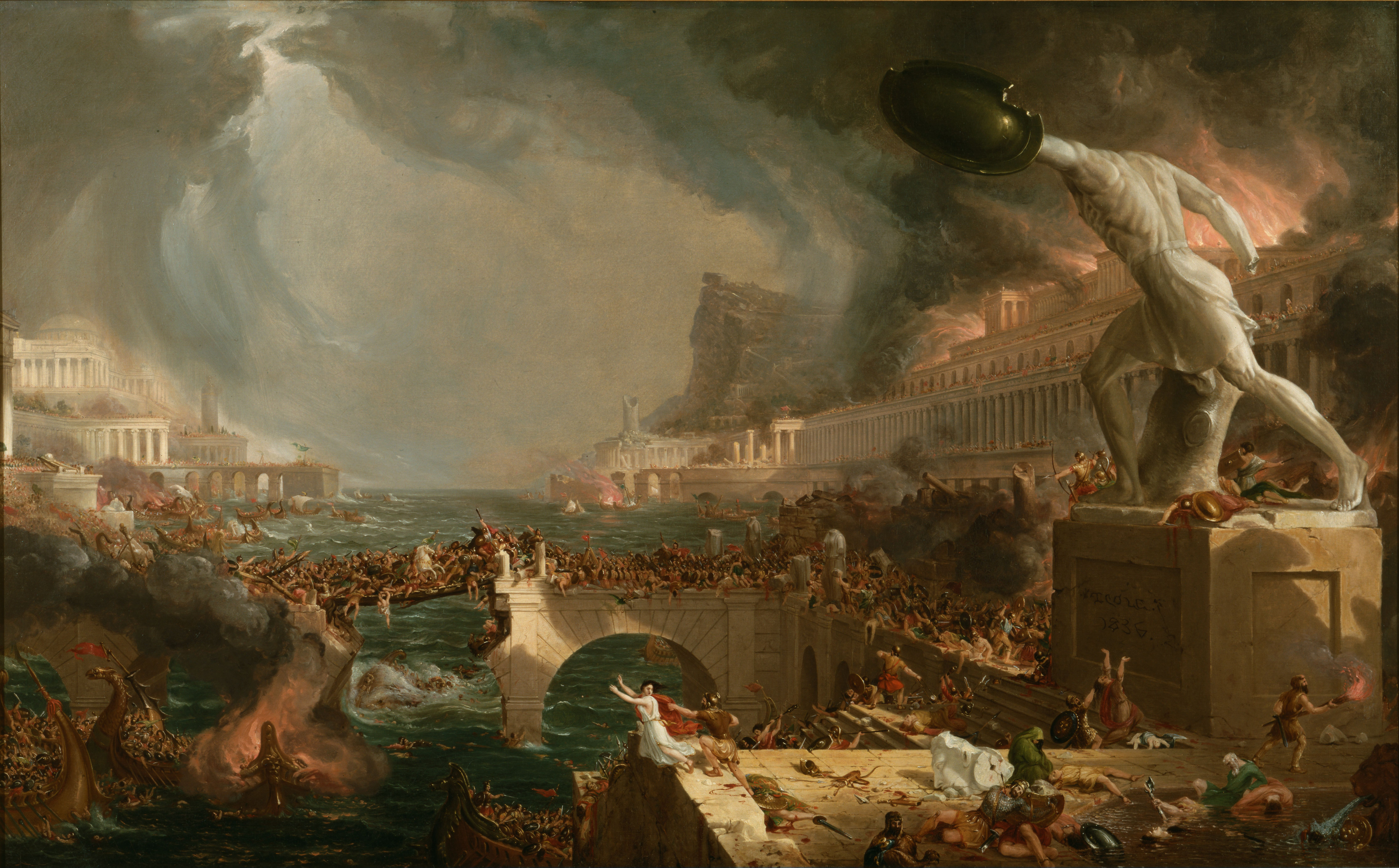
La distruzione dell'Impero romano, di Thomas Cole.

- 472 - Sacco di Roma: Ricimero marcia su Roma e uccide Antemio. Diventa imperatore Anicio Olibrio, che però non aveva alcun potere effettivo, che era invece in mano a Ricimero. Tuttavia nello stesso anno muoiono sia Ricimero che Anicio Olibrio. Diventa imperatore Glicerio.
- 473: Scampata invasione dell'Italia da parte dei visigoti.
- 474: Giulio Nepote attraversa l'Adriatico e depone Glicerio, diventando imperatore.
- 28 agosto 475: Il magister militum Flavio Oreste marcia su Roma ed esilia Giulio Nepote, rendendo imperatore il figlio Romolo Augusto. Tuttavia a quest'ultimo non venne mai riconosciuto il titolo d'imperatore da Costantinopoli, che rimase a Giulio Nepote fino al suo assassinio avvenuto nel 480 in Dalmazia.
- 476 - Caduta dell'Impero Romano d'Occidente: I mercenari eruli, guidati da Odoacre, attaccano l'Italia. Il 4 settembre Odoacre entra a Ravenna sbaragliando ciò che rimaneva dell'esercito di Romolo Augusto, che si sottomise al nemico, abdicando. Questo evento segna la caduta dell'Impero romano d'Occidente e l'inizio del Medioevo.

#### Impero romano d'Oriente

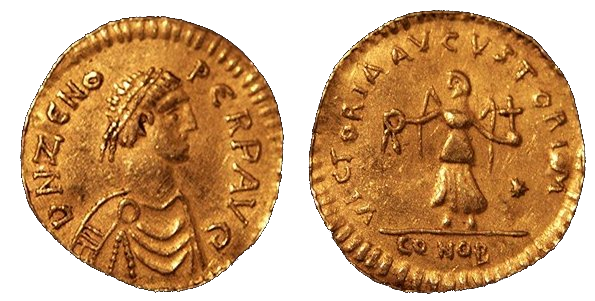
Tremisse di Zenone risalente al suo secondo regno.

- 470: Fine della rivolta di Anagaste, che invia all'imperatore Leone I delle lettere che provano come sia stato il generale Ardaburio ad istigarlo alla rivolta. Pietro Fullo, con il sostegno di Zenone e dei monaci dei monasteri vicini ad Antiochia, si fa eleggere vescovo della città malgrado Martirio sia ancora in carica; Martirio, che pure ha il sostegno di Leone I, dà allora le dimissioni. Giulio Patrizio, fratello di Ardaburio e figlio dell'influente Ardaburio Aspare, abbandona l'arianesimo e sposa Leonzia, figlia dell'imperatore; viene anche nominato Cesare.
- 18 gennaio 474: Morte di Leone I. Diventa imperatore Leone II, che però era ancora troppo giovane per governare, e quindi iniziò il periodo di reggenza di Zenone, suo padre.
- 17 novembre 474: Leone II si ammala e muore. Zenone diventa imperatore.
- 9 gennaio 475: Basilisco si ribella all'imperatore Zenone, ottenendo l'appoggio dei comandanti dell'esercito, e viene proclamato imperatore. Zenone fugge da Costantinopoli. Il suo regno inizia con un disastroso incendio che devasta la capitale.
- 476: Zenone torna a Costantinopoli e la mette sotto assedio. Ad agosto viene riproclamato imperatore.
- 476: Con la caduta dell'Impero romano d'Occidente, Giulio Nepote si reca da Zenone per chiedergli soldi e truppe per riconquistare l'Italia, ottenendo però un compromesso come risposta: Giulio Nepote avrebbe regnato indirettamente sull'Italia dalla Dalmazia mentre Odoacre avrebbe rappresentato l'ex imperatore. Quando però nel 480 Giulio Nepote venne assassinato da Ovida, Odoacre divenne l'unico padrone della penisola italiana.

#### Dominio di Soissons

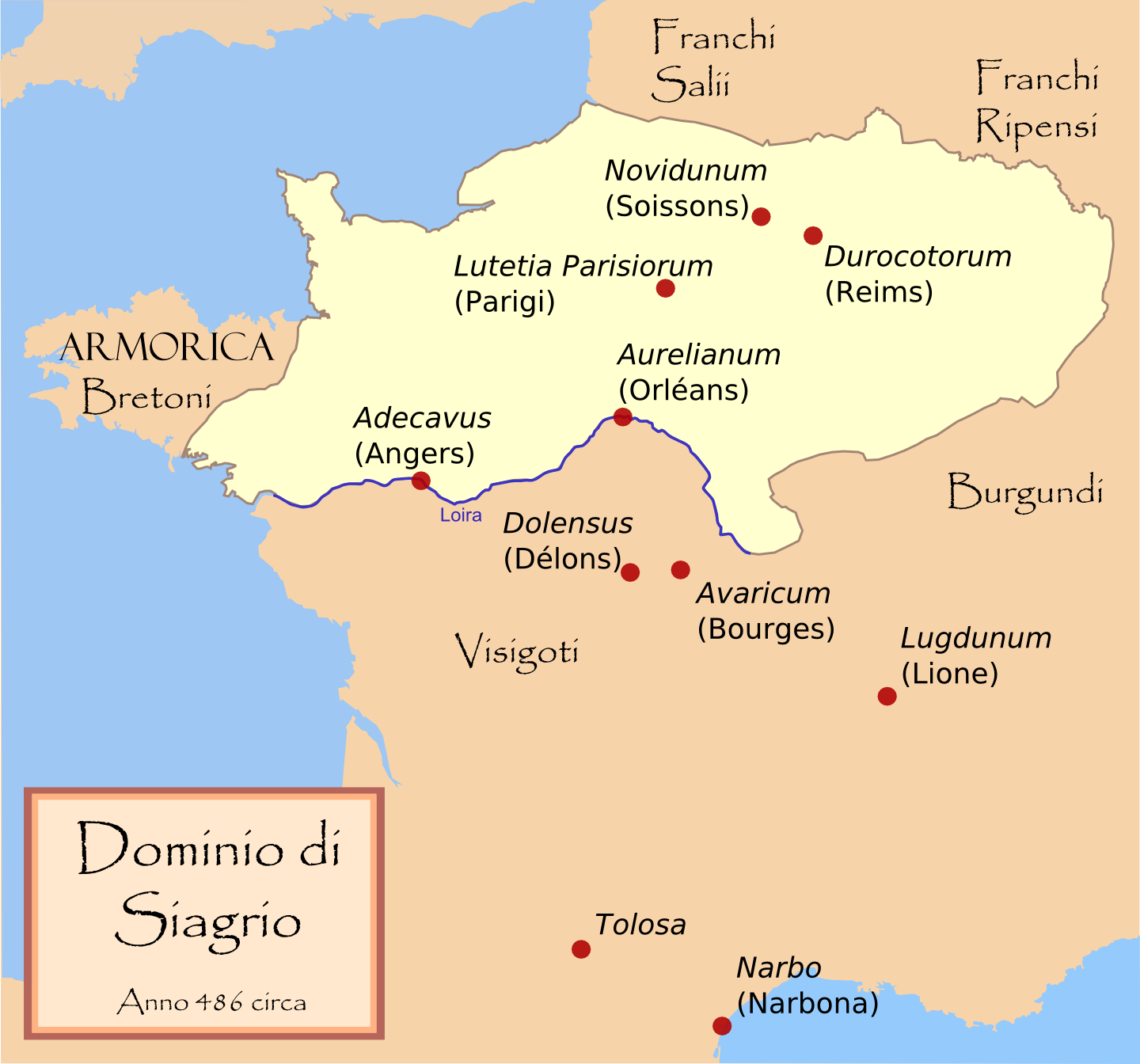
Territori del Dominio di Soissons,

- 4 settembre 476: Con la deposizione di Romolo Augusto il Dominio di Soissons, nato nel 457 con Egidio e ora sotto Siagrio, rimane l'ultimo territorio dell'Impero romano d'Occidente ancora in piedi.

#### Regno Franco
- 476: Il re Childerico I entra in contrasto con Siagrio, poiché riconobbe il potere di Odoacre sull'Italia. I due regni entrano in guerra.

#### Regno di Odoacre (Diocesi d'Italia)
- 4 settembre 476: Nasce la Diocesi d'Italia con la deposizione di Romolo Augusto.
- 477: Odoacre sopprime la ribellione di Brachila.
- 477: Odoacre annette la Sicilia dopo aver pagato un tributo ai Vandali.

#### Regno dei Burgundi
- 473: Diventa re Gundobado.

#### Regno dei Visigoti
- 475: Eurico invade e annette la Provenza.
- 476: La Spagna è quasi del tutto sotto il controllo del Regno dei Visigoti, fatta eccezione per il territorio nord-occidentale.
- 477: La Sicilia viene ceduta ad Odoacre.

## Personaggi
- Romolo Augusto, ultimo imperatore dell'impero romano d'Occidente
- Anagaste, generale romano
- Ardaburio, generale romano
- Leone I il Trace, Imperatore romano d'Oriente
- Pietro Fullo, teologo e vescovo
- Teodorico il Grande, re degli Ostrogoti (dal 474)
- Zenone, imperatore romano d'Oriente (dal 474)